# オットー5世 (ブランデンブルク辺境伯)
オットー5世（ドイツ語: Otto V., 1246年ごろ - 1298年）は、ブランデンブルク＝ザルツヴェーデル辺境伯（在位：1267年 - 1298年）。ブランデンブルク辺境伯オットー3世の息子。長身伯（der Lange）と呼ばれる。
1278年のマルヒフェルトの戦いで母方の伯父にあたるボヘミア王オタカル2世が戦死すると、王位を継承したオタカル2世の息子ヴァーツラフ2世の摂政となった（1283年にヴァーツラフ2世が成人するまで在任）が、ボヘミア人にとっては外国人による統治であり、不人気だった。1292年ローマ王選挙ではナッサウ伯アドルフを支持した。

## 生涯

### ブランデンブルクの統治
ブランデンブルク辺境伯オットー3世の次男として生まれた。1267年4月19日に兄ヨハン3世が早世した後、弟アルブレヒト3世、オットー6世とともに父から継承した辺境伯領を統治したが、1272年に弟たちと仲たがいして、自身が所有する部分のみ統治することとなった。オットー5世はその見た目から「長身伯」と呼ばれた。
1291年に妻の弟にあたるポッポ8世（Poppo VIII.）が死去すると、ポッポ8世が領有していたヘンネベルク伯領の一部を妻とともに相続し、これをブランデンブルク辺境伯領に編入した。
1298年9月28日、ケルンとベルリンの互市強制権を認めた。

### ボヘミア摂政
ボヘミア王オタカル2世が母方の伯父にあたるため、度々ボヘミアに介入しており、1271年10月には援軍を率いて、バーベンベルク継承戦争でハンガリー王イシュトヴァーン5世と戦っていたオタカル2世に加勢した。1278年にオタカル2世が戦死したマルヒフェルトの戦いにも参戦しており、オタカル2世の死後にはオットー5世は王位を継承したヴァーツラフ2世（オタカル2世の息子）の摂政となった。
戦後、1279年に条約が締結され、モラヴィア辺境伯領が5年間ローマ王ルドルフ1世に統治される一方、ボヘミア王領はヴァーツラフ2世に返還された。オットー5世は1283年にヴァーツラフ2世が成人して、ボヘミア王として戴冠するまで摂政を務めたが、ボヘミア人にとっては外国人の統治を受ける時期となったためオットー5世は不人気であり、またこの時期にはボヘミアで疫病と飢饉が発生した。

### 1292年ローマ王選挙
1292年ローマ王選挙にあたり、ブランデンブルク辺境伯としての投票権をブランデンブルク＝シュテンダル辺境伯オットー4世と争った。これはオットー5世がナッサウ伯アドルフを、オットー4世がルドルフ1世の息子アルブレヒトを支持し、派閥が異なったためである。

### 死去
1298年に死去した。死亡日は不明であるが、9月28日以降とされる。埋葬地はクロスター・レーニンとされる。

## 家族
ヘンネベルク伯ヘルマン1世の娘ユーディトと結婚し、以下の子女をもうけた。
- ベアトリクス（英語版）（1270年頃 - 1316年頃） - 1284年にシフィドニツァ公ボルコ1世スロヴィと結婚
- マティルデ（1270年頃 - 1298年6月1日以前） - ポーランド大公ヘンリク4世と結婚
- ヘルマン（1275年頃 - 1308年） - ブランデンブルク＝ザルツヴェーデル辺境伯
- オットー（1307年没）
- クニグンデ（1317年没） - 未婚
- ユーディト（ユッタ、1328年5月9日没） - 1303年にザクセン＝ヴィッテンベルク公ルドルフ1世と結婚
- アルブレヒト（1283年以前 - 1296年頃）